# Sória (província)
Sória (em castelhano Soria) é uma província da comunidade autónoma de Castela e Leão, na Espanha. A província de Sória é a menos populosa do país, com cerca de 93 503 habitantes e uma densidade populacional de 9 hab./km2.
É composta por 183 municípios, dos quais quase metade têm menos de 100 habitantes e apenas 12 têm mais de 1 000 habitantes.